# Ko Shibasaki
Kō Shibasaki (Japans: 柴咲コウ, Shibasaki Kō), geboren als Yukie Yamamura (山村幸恵, Yamamura Yukie) (Toshima (Tokio), 5 augustus 1981) is een Japans actrice.

Shibasaki speelt sinds haar veertiende in reclames. Ze heeft rollen in onder meer de films Battle Royale (2000), Go (2001) en One Missed Call (2003). Sinds 2003 is ze ook zangeres.